# Willy Lages
Willi Paul Franz "Willy" Lages, född 5 oktober 1901 i Braunschweig, död 2 april 1971 i Braunlage, var en tysk SS-Sturmbannführer och dömd krigsförbrytare. Han var under andra världskriget chef för Sicherheitspolizei (Sipo) i det av Tyskland ockuperade Amsterdam (Sipo-Aussenstelle Amsterdam). Lages var involverad i judedeportationer och vedergällningsaktioner.
Natten mellan den 6 och den 7 mars 1945 utsattes Hanns Albin Rauter, som var Högre SS- och polischef i Nederländerna, för ett bakhåll av partisaner i närheten av Apeldoorn. Chauffören Wilhelm Klotz (1912–1945) och Rauters adjutant, SS-Untersturmführer Erwin Exner (1913–1945), dödades, medan Rauter själv sårades allvarligt. Karl Eberhard Schöngarth tog momentant över befälet och beordrade avrättningar av politiska fångar som vedergällning. Lages fick i order att skjuta 75 fångar.
En nederländsk domstol dömde 1949 Lages till döden, men drottning Juliana vägrade att underteckna dödsdomen och straffet omvandlades 1952 till livstids fängelse. Som en av "De fyra i Breda" avtjänade han tillsammans med Franz Fischer, Ferdinand aus der Fünten och Joseph Kotälla sitt straff i Koepelgevangenis i Breda.
Lages frisläpptes 1966 av hälsoskäl.